# شندأباد
شندأباد (بالفارسية: شندآباد) هي مدينة تقع في إيران في البلدة المركزية. يقدر عدد سكانها بـ 8,797 نسمة .